# Oktakyslík
Oktakyslík, též ε-kyslík nebo červený kyslík, je alotrop kyslíku, jehož molekula se skládá z osmi kyslíkových atomů. Vytváří se za teplot nad 600 K (327 °C) a tlaků převyšujících 17 GPa.

## Příprava a vlastnosti
Při zvýšení tlaku za pokojové teploty nad 10 GPa dochází u kyslíku k fázovému přechodu, který se projevuje výrazným zmenšením objemu a změnou barvy z modré na tmavě červenou.

Tato forma byla objevena v roce 1979, ale strukturu se podařilo určit až roku 1999, kdy bylo infračervenou spektroskopií zjištěno, že krystalová mřížka obsahuje molekuly O4; v roce 2006 se ale při jejím zkoumání rentgenovou krystallografií ukázalo, že skutečná struktura odpovídá vzorci O8. Výsledná struktura, kosočtverec tvořený čtveřicí O2 jednotek, nebyla výsledkem žádné teoretické předpovědi.

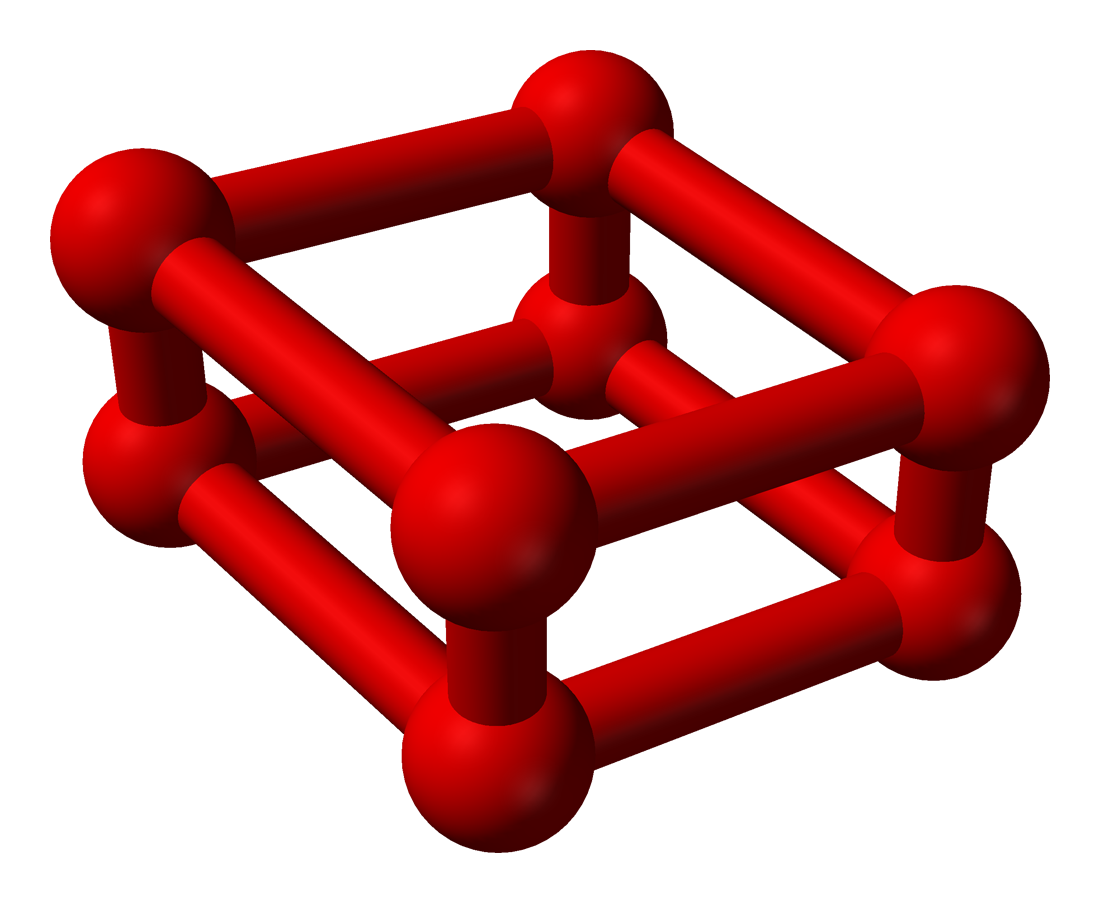
Kuličkový model oktakyslíku
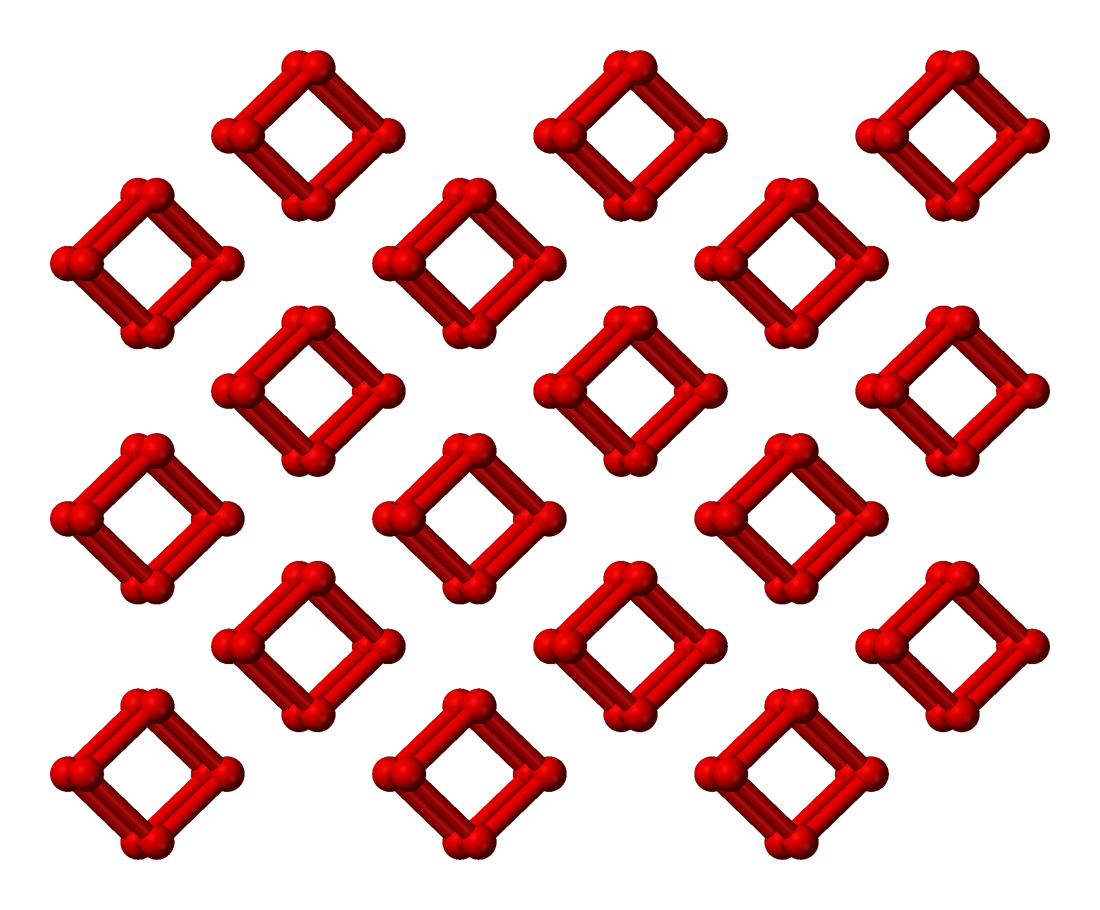
Krystalová struktura

Tato fáze je zbarvená tmavě červeně a vykazuje silnou infračervenou absorpci. Byla předmětem řady studií, využívajících rentgenovou difrakci či spektroskopické metody, a také teoretických studií. Krystalizuje v jednoklonné soustavě s C2/m symetrií, a vlastnosti jejího infračerveného spektra se přisuzují spojování molekul kyslíku do větších celků. Při tlaku 11 GPa činí délka vazeb mezi kyslíky v O8 činí 234 pm a vzdálenost mezi shluky je 266 pm, obě hodnoty jsou větší než délka vazby v dikyslíku (120 pm).
Mechanismus vzniku O8 není znám, pravděpodobně však na něj má vliv přenos elektrického náboje nebo magnetického momentu mezi molekulami kyslíku.

## Využití
Kapalný kyslík se používá jako oxidační činidlo v raketových motorech, přičemž oktakyslík by měl být ještě lepším oxidantem, protože má vyšší hustotu energie.